# Ponte Vecchio

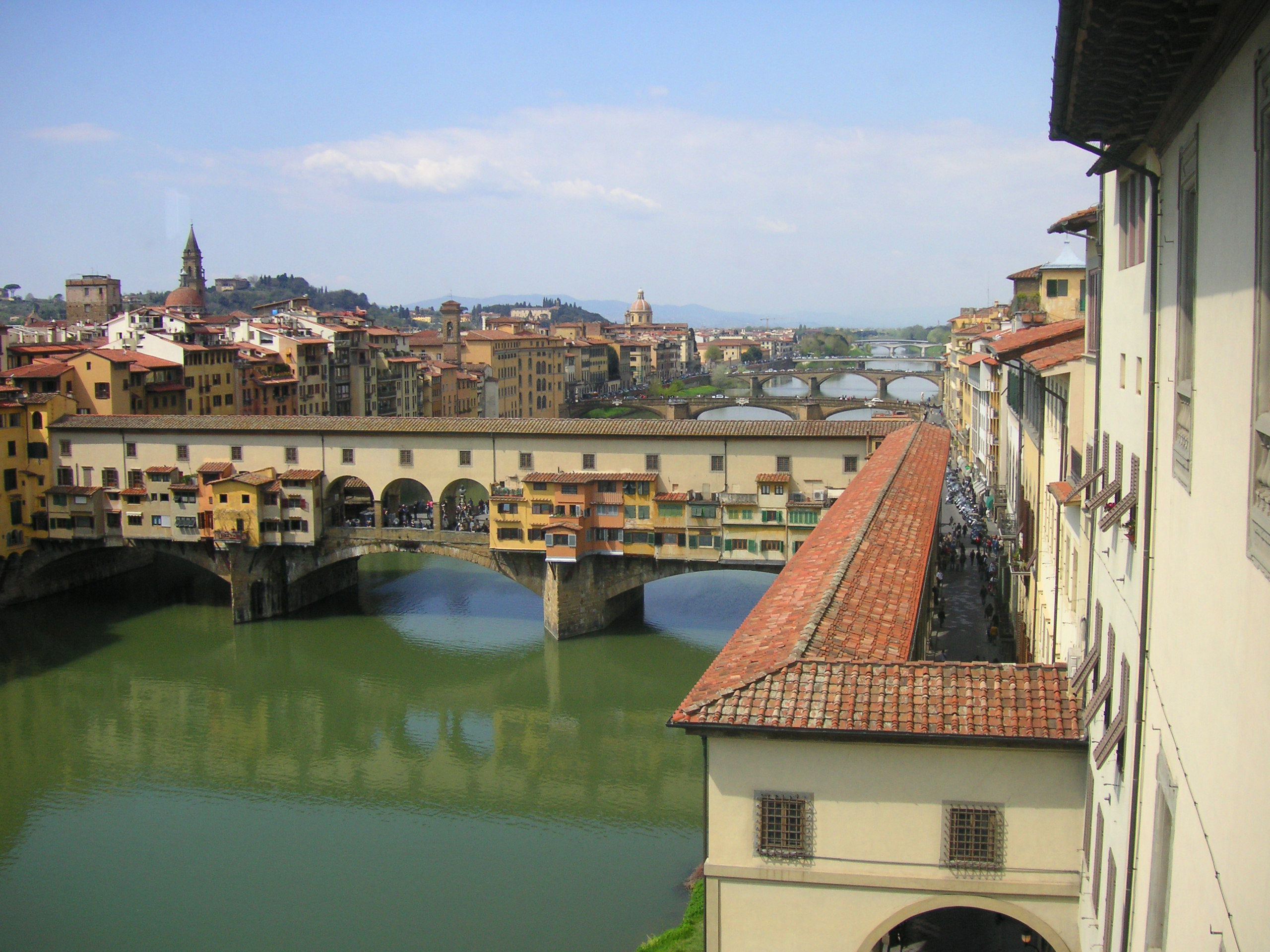
Der überdachte Gang zwischen dem Palazzo Vecchio und dem Palazzo Pitti (Vasarikorridor), zwischen den Uffizien und der gegenüberliegenden Seite des Ponte Vecchio

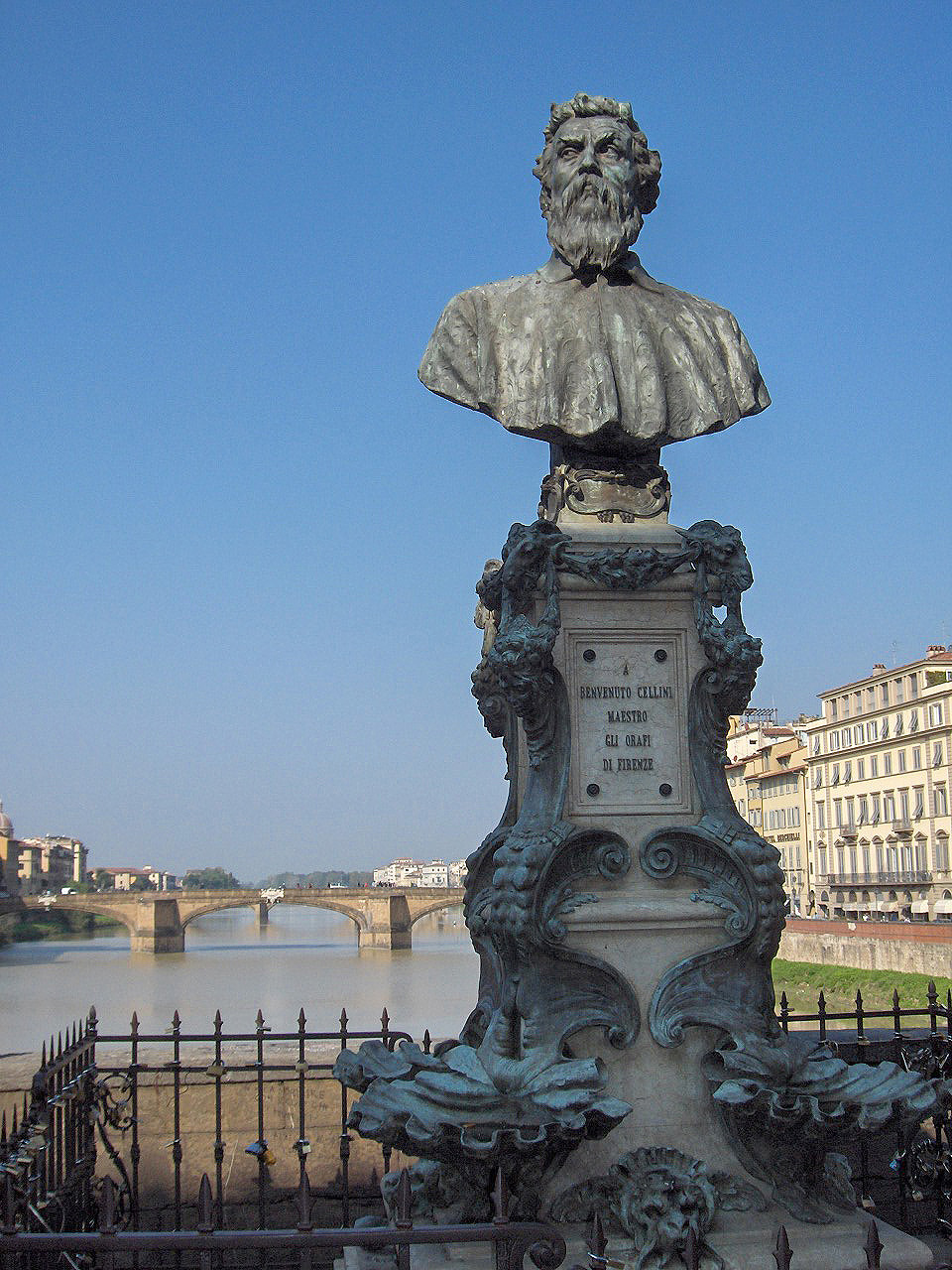
Benvenuto-Cellini-Büste auf der Westseite des Ponte Vecchio

Der Ponte Vecchio (Aussprache: [ˈpɔnteˈvɛkkio], italienisch für Alte Brücke) ist die älteste Brücke über den Arno in der italienischen Stadt Florenz. Das Bauwerk gilt als eine der ältesten Segmentbogenbrücken der Welt.

## Geschichte
Schon zu etruskischer Zeit existierte ein Übergang über den nach Westnordwesten fließenden Arno. Nachdem 1333 ein Hochwasser weite Teile der Stadt überflutet und eine an derselben Stelle stehende Holzbrücke zerstört hatte, sicherte man zunächst die Ufer des Arno durch hohe Mauern und errichtete anschließend in zehnjähriger Bauzeit zwischen 1335 und 1345 die heutige Brücke aus Stein. Ihr Baumeister ist unbekannt. Die Brücke wird häufig dem Maler Taddeo Gaddi zugeschrieben, andere nennen Neri di Fioravanti. Die 84 m lange und 32 m breite Brücke hat drei Segmentbögen mit Stützweiten von 27, 30 und 27 m. Seitlich entlang der Brücke befinden sich seit 1345 lückenlos aneinandergereiht kleine Läden mit zur Brücke hin gerichtetem Eingang, deren rückwärtiger Teil jeweils einem Balkon ähnlich die eigentliche Brücke überragt. Nur in der Mitte der Brückenlänge hat der Passant Ausblick auf den Arno: 
durch drei Arkadenbögen flussaufwärts nach Osten und unterwasserseitig dank einer Freifläche – mit einer Portraitstatue Benvenuto Cellinis – auch flussabwärts.
Im Auftrage Cosimos I. de’ Medici wurde von Giorgio Vasari 1565 über der Ladenzeile ein Übergang gebaut, ein Teil des sogenannten Vasarikorridors, der den Palazzo Vecchio mit dem Palazzo Pitti verbindet.
Ursprünglich waren auf der Brücke hauptsächlich Schlachter und Gerber ansässig. Die Schlachter warfen ihre stinkenden Abfälle in den Arno, die Gerber wuschen ihre Stoffe, die zuvor mit Pferdeurin gegerbt wurden. 1593 wurden sie per Dekret von Cosimo I. de’ Medici durch Goldschmiede ersetzt, da diese keinen Abfall produzierten. Noch heute befinden sich zahlreiche Juweliere in den kleinen Läden auf der Brücke.
Beim Rückzug der deutschen Truppen aus Florenz im Zweiten Weltkrieg wurde der Ponte Vecchio als einzige Brücke der Stadt nicht zerstört, sondern lediglich mit den Überresten der umliegenden zerstörten Gebäude versperrt. Angeblich gab Hitler den Befehl, die Brücke unversehrt zu lassen; auch wird dem deutschen Konsul Gerhard Wolf die Verhinderung der Sprengung zugeschrieben.
Bei einem Hochwasser im November 1966 wurden große Teile der Altstadt überschwemmt, selbst die Fahrbahn der Brücke wurde überflutet und die Ladenzeile schwer geschädigt. Die Brücke selbst, ihre Widerlager, Pfeiler und Bögen widerstanden den Wassermassen.

## Ponte Vecchio als Motiv der Kunst

### Film
In dem neorealistischen Episodenfilm Paisà (1946) von Roberto Rossellini spiegelt die Brücke den Frontabschnitt des Bürgerkrieges zwischen den Schwarzen Brigaden Mussolinis und den kommunistisch geführten Partisaneneinheiten wider: Auf beiden Seiten des Arno lagen sich Mitglieder derselben Familien feindlich gegenüber.
Eine Filmszene aus Hannibal spielt in der Nähe des Ponte Vecchio, an den Ufern des Arno.

### Musik
In O mio babbino caro (O mein geliebter Vater, 1918), einer Arie der Oper Gianni Schicchi des italienischen Komponisten Giacomo Puccini, droht Lauretta, sich aus Liebeskummer vom Ponte Vecchio zu stürzen, da ihre Familie und die ihres Geliebten sich feindlich gegenüberstehen.

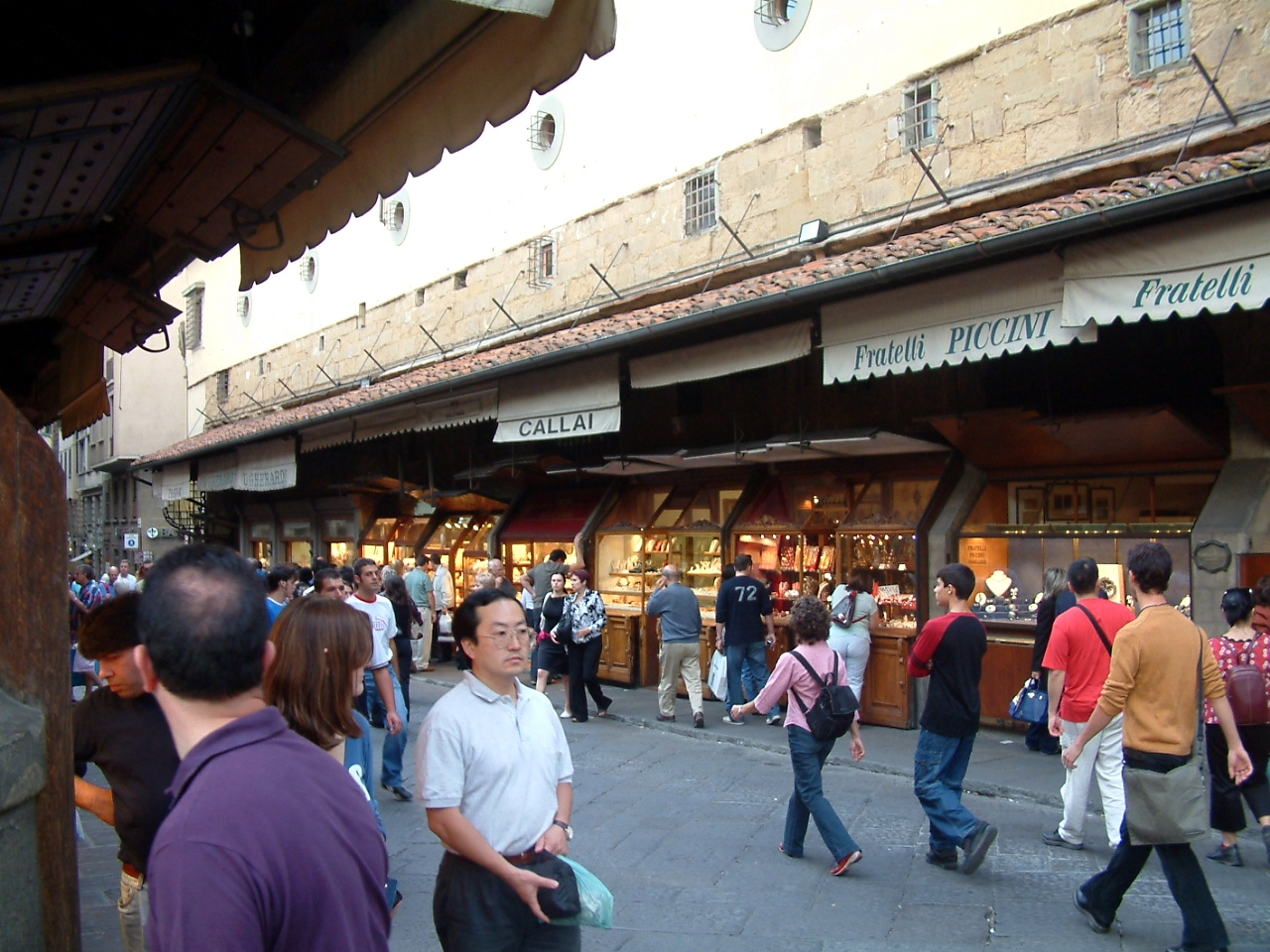
Auf der Brücke
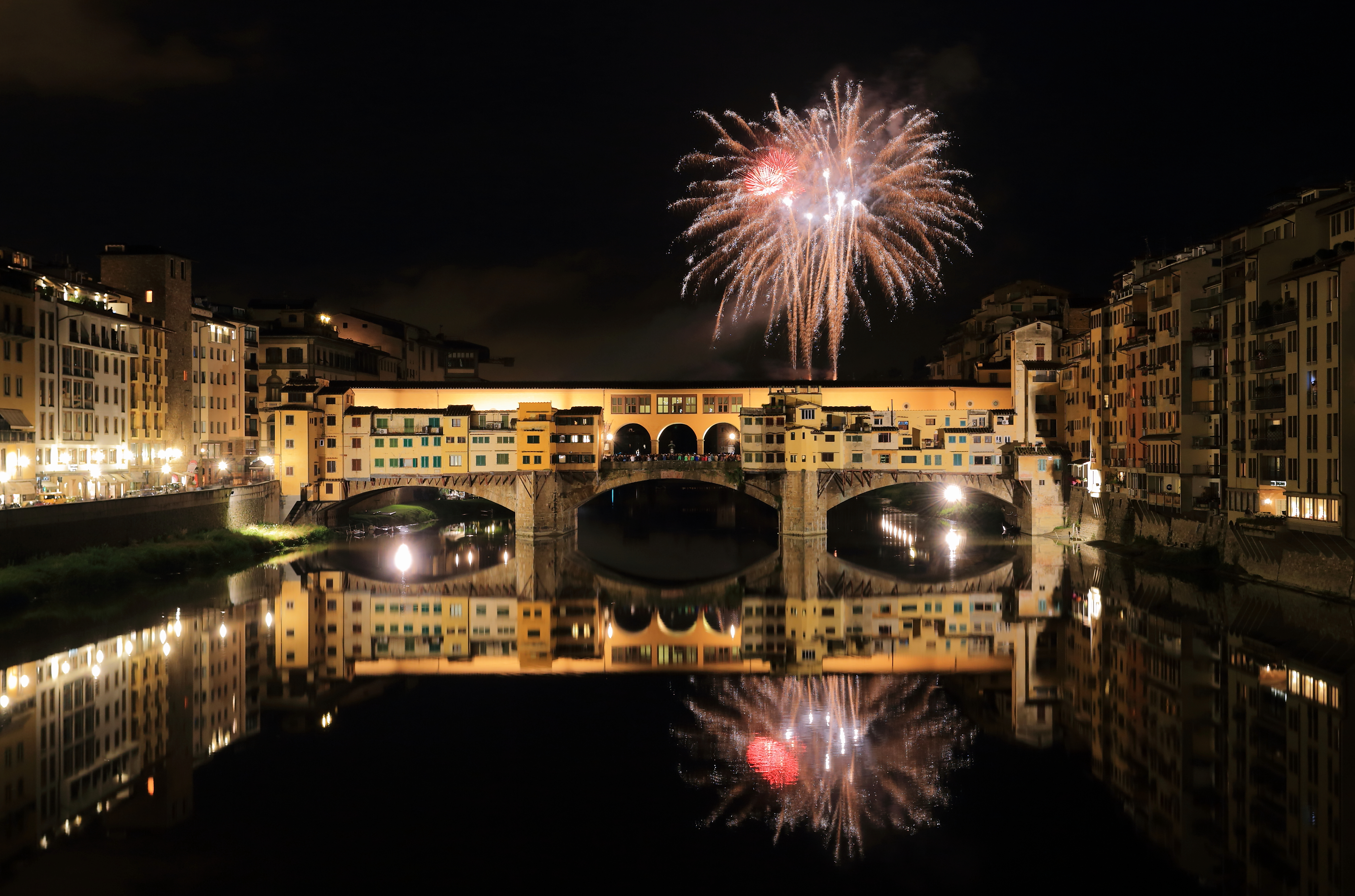
Ponte Vecchio bei Nacht
Wohnung auf der Brücke